# Suraksan
Suraksan är ett berg i Sydkorea.   Det ligger i provinsen Gyeonggi, i den norra delen av landet, 17 km nordost om huvudstaden Seoul. Toppen på Suraksan är 638 meter över havet, eller 533 meter över den omgivande terrängen. Bredden vid basen är 9,2 km.
Terrängen runt Suraksan är kuperad västerut, men österut är den platt. Runt Suraksan är det mycket tätbefolkat, med 1 517 invånare per kvadratkilometer. Närmaste större samhälle är Seoul, 17,2 km sydväst om Suraksan. I omgivningarna runt Suraksan växer i huvudsak blandskog.